# Marianela (pel·lícula de 1940)
Marianela és una pel·lícula dirigida per Benito Perojo González i basada en la novel·la homònima de Benito Pérez Galdós escrita el 1878.

## Sinopsi
Marianela (Nela) és una jove òrfena no gaire agraciada que viu en un petit poble on guia el jove i cec fill d'un terratinent benestant, la família del qual l'ha acollida. Està secretament enamorada d'ell, sabent que ell l'estima només perquè no pot veure la seva cara lletja. Però un dia apareix un famós metge i li promet operar-lo perquè pugui veure'l. El seu pare està feliç de saber d'aquesta manera que es podrà casar amb la seva cosina rica mentre Nela es desespera sabent que la seva sort es convertirà en la seva dissort quan finalment li vegi la cara.

## Repartiment
- Mary Carrillo... Nela
- Julio Peña... Pablo
- Rafael Calvo... Teodoro Golfín
- Jesús Tordesillas... Padre de Pablo
- Carlos Muñoz... Celipín
- Maria Mercader... Florentina
- Blanca Pozas... Sofía
- Pedro Fernández Cuenca... Carlos Golfín

## Premis
Fou exhibida a la 9a Mostra Internacional de Cinema de Venècia (1941), en la que va guanyar la Coppa della biennale.